# Karma Chameleon
"Karma Chameleon" je skladba britské new wave skupiny Culture Club z jejich alba Colours by Numbers z roku 1983. V roce 1984 se skladba udržela tři týdny na 1. místě v žebříčku Billboard Hot 100 a stala se největším hitem skupiny a jediným hitem, který dosáhl 1. místo v USA vedle několika hitů v první desítce. Skladba byla velkým celosvětovým hitem, přičemž až v šestnácti zemích po celém světě obsadila 1. místo.
Ve Spojeném království se stala druhým singlem, který dosáhl 1. místo v žebříčku UK Singles Chart (po "Do You Really Want to Hurt Me"), kde se udržel šest týdnů během září a října 1983, a stal se nejprodávanějším singlem roku 1983 ve Spojeném království. Široká veřejnost skladbu označuje jako tzv. signature song skupiny Culture Club.
Skladba vyhrála kategorii Best British Single během Brit Awards v roce 1984.

## Pozice v žebříčcích
| Country            | Peak position |
| ------------------ | ------------- |
| Austrálie          | 1             |
| Rakousko           | 3             |
| Belgie             | 1             |
| Kanada             | 1             |
| Dánsko             | 1             |
| Evropa             | 1             |
| Německo            | 2             |
| Irsko              | 1             |
| Itálie             | 4             |
| Nizozemí           | 1             |
| Japonsko           | 1             |
| Nový Zéland        | 1             |
| Norsko             | 1             |
| Švédsko            | 1             |
| Švýcarsko          | 1             |
| Spojené království | 1             |
| USA                | 1             |